# Regalecus glesne
Regalecus glesne ist eine Art aus der Familie der Riemenfische (Regalecidae). Sie ist die längste Knochenfischart der Welt. Im Englischen wird Regalecus glesne als „King of herrings“ und im Schwedischen gleichbedeutend als „Sillkung“ bezeichnet, im Deutschen ist mit „Heringskönig“ allerdings der Petersfisch (Zeus faber) gemeint.

## Merkmale

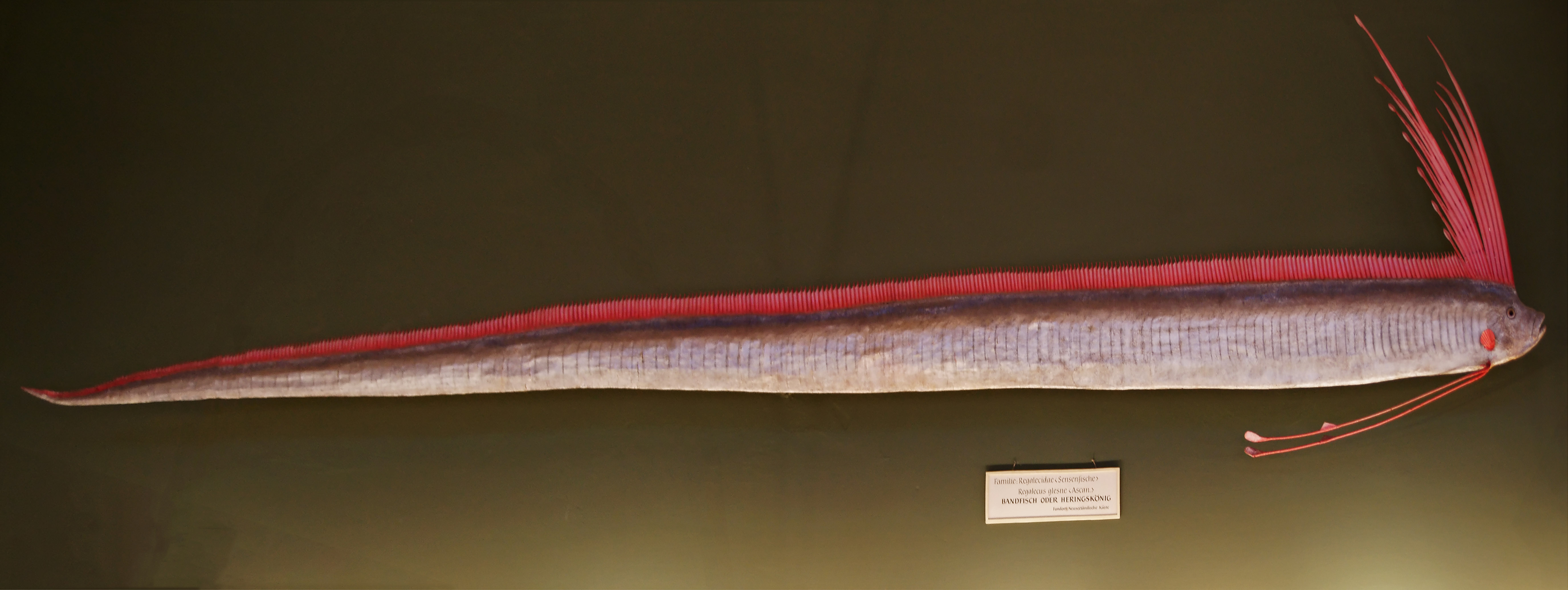
Lebendrekonstruktion von Regalecus glesne im Naturhistorischen Museum Wien

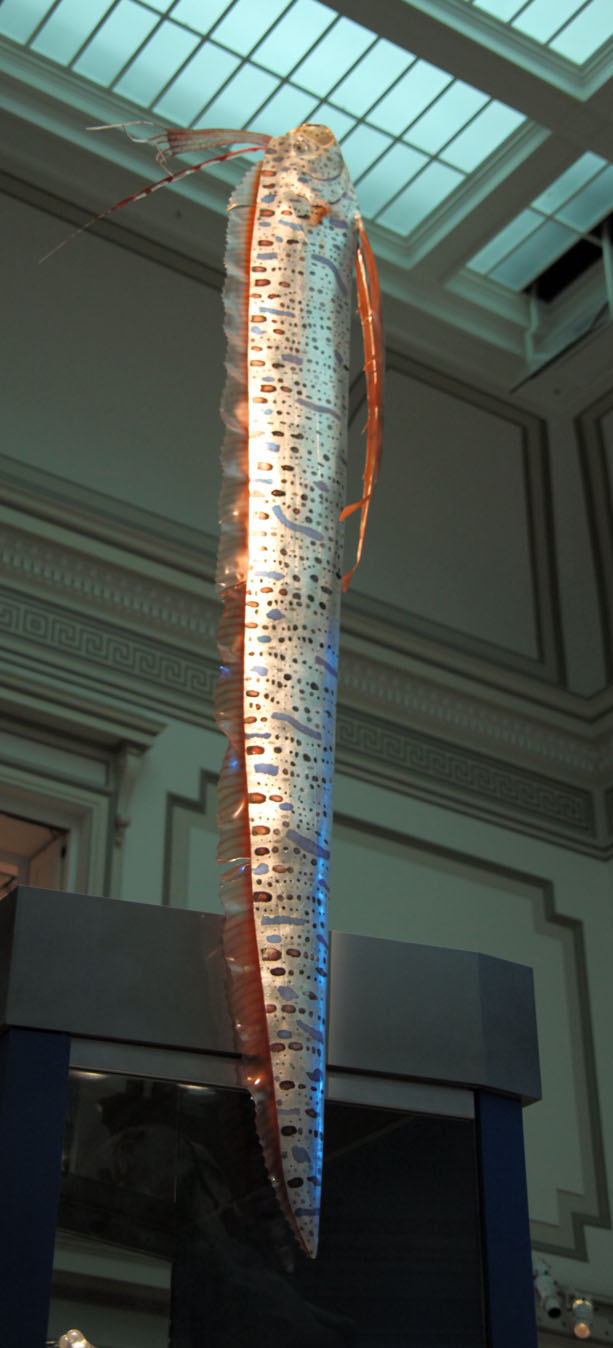
Die Lebendrekonstruktion von Regalecus glesne im National Museum of Natural History in Washington, D.C. zeigt die oft beobachtete senkrechte Körperhaltung der Art.

Regalecus glesne ist bandförmig langgestreckt, seitlich stark abgeflacht und kann eine Länge von acht Metern und ein Maximalgewicht von etwa 270 kg erreichen. Die meisten gefundenen Exemplare hatten eine Länge von weniger als fünf Metern. Berichte über 10 oder 11 Meter lange Exemplare beruhen auf Teilen von Vorderkörpern, bei denen man den fehlenden Hinterkörper durch Vergleich mit juvenilen Exemplaren fehlerhaft extrapoliert hat. Bei einem 1808 am Strand von Stronsay gefundenen Kadaver, der Grundlage für Berichte über 15 oder 16 Meter lange Riemenfische ist, handelte es sich um einen stark verrotteten Riesenhai (Cetorhinus maximus).
Regalecus glesne hat 127 bis 163 Wirbel, davon sind 45 bis 56 Rumpfwirbel (beim nah verwandten Regalecus russelii sind es 113 bis 122 bzw. 34 bis 37). Der Fisch ist silbrig, mit blauen Querstreifen und kleinen schwarzen Punkten. Die von bis zu einem Meter hohen, am Ende verdickten Flossenstrahlen gebildeten Kämme auf dem Kopf sind rötlich. Der erste Kamm wird von 6 bis 8 durch Flossenmembran miteinander verbundenen Flossenstrahlen gebildet (3 bis 6 bei Regalecus russelii), der zweite durch 5 bis 11 Flossenstrahlen (ein einzelner bei Regalecus russelii). Dieser ist nicht durch Flossenmembran mit dem vorderen Kamm oder der Rückenflosse verbunden. Die Rückenflosse beginnt über dem Hinterkopf, reicht bis zum Schwanz und erstreckt sich somit über die gesamte Körperlänge des Fisches. Sie wird von 414 bis 449 Weichstrahlen gestützt (333 bis 371 bei Regalecus russelii). Von diesen Weichstrahlen befinden sich 90 bis 120 über dem Abdomen (weniger als 82 bei Regalecus russelii). Mit ihren wellenförmigen Bewegungen ist die Rückenflosse das Hauptorgan für die Fortbewegung des Fisches. Eine Afterflosse fehlt, die nur bei Jungfischen vorhandene Schwanzflosse ist klein und hat vier, seltener drei lange Flossenstrahlen. Die langen, brustständigen Bauchflossen bestehen aus einem einzelnen Flossenstrahl, die Brustflossen werden von 11 bis 14 Flossenstrahlen gestützt und besitzen eine horizontal zur Körperachse ausgerichtete Basis, so dass sie, am Körper angelegt, senkrecht nach oben gerichtet sind. Große, ausgewachsene Fische besitzen 33 bis 47 lange, borstige Kiemenrechen auf dem ersten Kiemenbogen (47 bis 60 bei Regalecus russelii).
Das Maul ist zahnlos und weit vorstülpbar (protraktil). Am Ende des Magens findet sich ein langer Blinddarm, der bis zum Ende des Körpers reicht. Die Muskelsegmente der Rumpfmuskulatur sind zusätzlich zu den horizontalen, vertikalen und transversalen intermuskulären Scheidewänden der meisten übrigen Teleostei durch bis zu drei weitere dorsale horizontale und drei weitere ventrale horizontale Septen gegliedert.
Regalecus glesne besitzt die Fähigkeit der Selbstamputation (Autotomie). Dabei wird ein hinterer Körperteil, z. B. die Schwanzflosse, allein oder mit einem oder zwei hinteren Wirbeln, abgeworfen. Mit zunehmendem Alter werden immer weitere Körperabschnitte im Zuge einer seriellen Autotomie abgeworfen und alle Exemplare, die länger als 1,5 Meter sind, haben ein stumpfes, durch Autotomie verkürztes Körperende. Bei der Autotomie werden keine lebenswichtigen Organe beschädigt und sie kann maximal bis kurz vor dem Anus durchgeführt werden. Die abgeworfenen Körperabschnitte werden niemals regeneriert. Möglicherweise gibt es einen Zusammenhang zwischen der Selbstamputation und einem geringen Nahrungsangebot.

## Lebensweise
Regalecus glesne lebt im offenen Ozean in Tiefen von 200 bis 20 Metern, ist aber auch bis zu einer Tiefe von 1000 Metern anzutreffen. Die Art kommt weltweit in allen Ozeanen vor, auch im Mittelmeer, hat jedoch eine antitropische Verbreitung, das heißt, sie meidet warme tropische Gewässer zwischen 15° nördlicher und 15° südlicher Breite. Bei Riemenfischbeobachtungen in den Tropen handelt es sich meist um die kleinwüchsigere Schwesterart Regalecus russelii. Unterwasseraufnahmen zeigten Regalecus glesne mit langgestrecktem, steifem Körper, senkrecht stehend, mit dem Kopf nach oben und mit der undulierenden Rückenflosse langsam schwimmend. Eventuell nehmen die Fische diese Körperhaltung ein, um die Silhouette ihrer vor allem aus Leuchtgarnelen, anderen Krebstieren und kleinen Fischen bestehenden Beutetiere vor dem Hintergrund der hellen Wasseroberfläche besser ausmachen zu können. Regalecus glesne ist oft in Gruppen von zwei oder drei Tieren anzutreffen, niemals aber im Schwarm. Dabei lässt sich beobachten, wie die durch die vorderen Rückenflossenstrahlen gebildeten Kopfkämme senkrecht nach oben gehalten und die langen Bauchflossen horizontal vom Körper weg gestreckt werden. Die Fische laichen wahrscheinlich zwischen Juli und Dezember, im westlichen Atlantik an der Küste Nordamerikas und der Westküste Floridas, im Mittelmeer in der Straße von Messina und im Südpazifik in der Umgebung der neuseeländischen Chatham-Inseln und im südöstlichen Indik an der Westküste des südlichen Australien. Larven können nahe der Meeresoberfläche gefunden werden.

## Systematik
Die wissenschaftliche Erstbeschreibung von Regalecus glesne erbrachte Peter Ascanius, ein Schüler von Carl von Linné, im Jahr 1772. Zusammen mit Regalecus russelii bildet Regalecus glesne die Gattung Regalecus und zusammen mit Agrostichthys parkeri bilden die beiden Arten die Familie der Riemenfische (Regalecidae), die die größten Vertreter der Glanzfischartigen (Lampriformes) sind.
Synonyme von Regalecus glesne sind: Regalecus banksii (Valenciennes, 1835), R. jonesii Newman, 1860, R. masterii De Vis, 1892, R. pacificus Haast, 1878 und R. remipes Brünnich, 1788.